# П'єве-ді-Соліго
П'єве-ді-Соліго, П'єве-ді-Соліґо (італ. Pieve di Soligo, вен. Pieve de Sołigo) — муніципалітет в Італії, у регіоні Венето, провінція Тревізо.
П'єве-ді-Соліго розташовані на відстані близько 450 км на північ від Рима, 55 км на північ від Венеції, 25 км на північ від Тревізо.
Населення — 12 132 особи (2014).

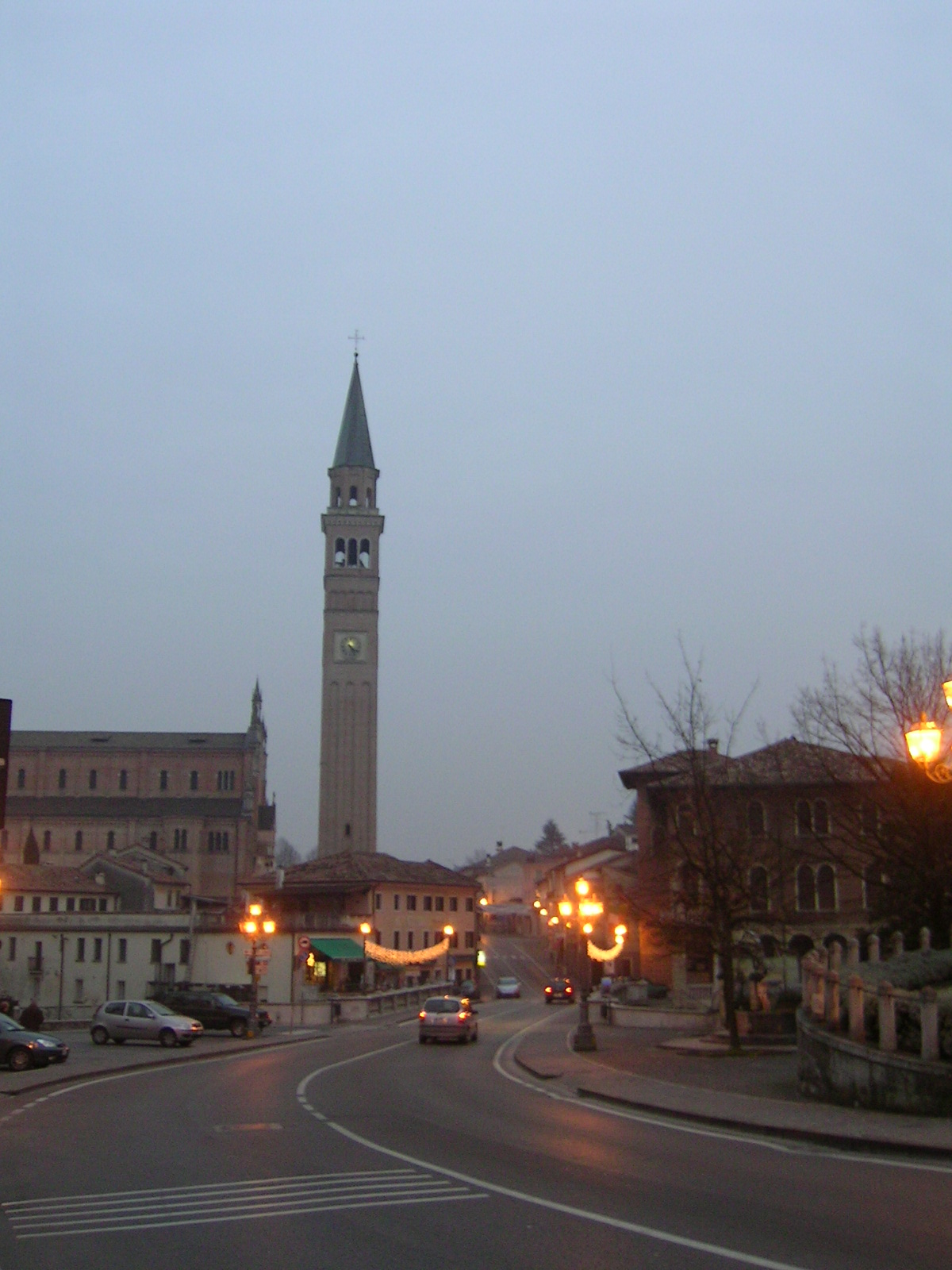

Щорічний фестиваль відбувається 22 липня. Покровитель — Santa Maria Maddalena.

## Демографія
Населення за роками:

Станом на 1 січня 2023 року в муніципалітеті офіційно проживали 1422 іноземці з 59 країн, серед них 223 громадяни країн Євросоюзу та 49 громадян України.

## Сусідні муніципалітети
- Чизон-ді-Вальмарино
- Фарра-ді-Соліго
- Фолліна
- Рефронтоло
- Серналья-делла-Батталья
- Сузегана